# Kanivebilchi, Channagiri
Kanivebilchi là một làng thuộc tehsil Channagiri, huyện Davanagere, bang Karnataka, Ấn Độ.